# PSYCHO-PASS
《PSYCHO-PASS》(サイコパス 사이코파스[*])는 Production I.G(1, 3기), 다쓰노코 프로덕션(신편집판, 2기)이 제작한 일본의 텔레비전 애니메이션 및 극장용 애니메이션으로 후지 TV에서 노이타미나 시간대에 2012년 10월 11일부터 1기가 2013년 3월 21일까지 방영되었고 2기가 2014년 10월 9일부터 12월 18일까지, 3기는 2019년 10월 24일부터 12월 13일까지 방영되었다.

## 스토리
인간의 심리와 성격을 측정하고 수치화하는 능력을 가진 시빌라 시스템이 도입된 서기 2112년의 일본을 배경으로 하고 있다. 시빌라 시스템에 의해 운영되는 사회 속에서 사람들의 진로는 그들의 적성과 심리를 평가하는 시빌라에 의해 결정되며, 거의 모든 사람들 또한 시빌라를 신뢰하고 그 지도사항에 따라 움직이는 것을 이상적이고 모범적인 삶으로 평가한다. 사람들의 성격을 수치화한 값을 사람들은 "PSYCHO-PASS"라고 부르며, 그 중에서도 범죄와 관련된 수치는 "범죄계수"라고 불린다. 사람이 범죄를 저질렀는지의 여부와는 관계없이, 범죄계수가 일정치를 초과할 시에는 잠재범으로 판단되어 사회로부터 격리된 채 정신치료를 받아야 하고, 도미네이터 기기에 의해 범죄계수가 300이 넘는 것으로 판단될 시에는 재판도 없이 즉시 처형될 수 있다.
시빌라 시스템을 돕는 후생성 부속 조직인 "공안국"의 감시관들, 그리고 잠재범 신분의 집행관들은 도미네이터를 가지고 사회 혼란을 막고 잠재범을 격리시키거나 처형하는 역할을 맡는다. 이 공안국에 새로 부임한 감시관인 츠네모리 아카네(常守朱)는 이러한 시빌라 시스템의 사회통제의 선봉에 서는 한편 시빌라에 대한 여러 의문을 품게 되면서 이야기의 전개가 시작된다.

## 같이 보기
- 구성의 오류
- 전체론
- 환원주의